# Massimo Villone
Massimo Villone (Napoli, 21 marzo 1944) è un politico e costituzionalista italiano. È professore emerito di Diritto costituzionale nell'Università degli Studi di Napoli "Federico II".

## Biografia

### Carriera accademica
Villone si laurea in giurisprudenza presso l'Università di Napoli nel 1966; consegue poi il Master of Laws presso la Harvard Law School nel 1971. Ha insegnato a Macerata (1973-1980), Salerno e Napoli.
Attualmente è emerito di Diritto costituzionale presso la Facoltà di Giurisprudenza dell'Università degli Studi di Napoli "Federico II". È stato componente del consiglio di amministrazione e direttore del dipartimento di diritto costituzionale italiano e comparato. È autore di saggi e monografie.
Villone è membro della direzione di Costituzionalismo.it e del comitato scientifico di Astrid, oltre che socio fondatore di Mezzogiorno Europa.
È stato il presidente del Comitato per l'abrogazione dell'Italicum. Si è schierato a favore del no alla riforma costituzionale del governo Renzi. È attualmente presidente del Coordinamento per la Democrazia costituzionale.
Editorialista del quotidiano comunista "il manifesto", pubblica periodicamente articoli nei quali, attraverso la lente del diritto costituzionale italiano e comparato, analizza i temi politici di più grande attualità del panorama italiano. Scrive su Repubblica Napoli sui temi della politica regionale e locale.

### Carriera politica
Proveniente dall'esperienza del Partito Comunista Italiano, allo scioglimento del partito nel 1991 passa nel PDS. Nel 1992 e poi di nuovo nel 1993 è eletto consigliere comunale a Napoli.
Nel 1994, col PDS, viene per la prima volta eletto senatore. L'incarico viene riconfermato alle elezioni politiche del 1996 e, con i DS, del 2001 e del 2006. Nella XIII Legislatura ricopre fra l'altro il ruolo di presidente della Commissione Affari Costituzionali del Senato, e di vicepresidente nella XIV Legislatura. Dal 1997 al 2001 ha fatto parte della Commissione bicamerale per le riforme costituzionali voluta da Massimo D'Alema.
Villone decide, allo scioglimento dei DS di non approdare nel Partito Democratico; segue infatti la via di Fabio Mussi e Cesare Salvi ed è tra i fondatori del movimento della Sinistra Democratica. Pur continuando l'attività politica, non viene ricandidato alle politiche del 2008.
Nel 2009 esce da Sinistra Democratica insieme a Salvi e, con l'Associazione Socialismo 2000, aderisce alla Lista comunista ed anticapitalista che vede insieme PRC e PDCI, che poi sarà l'inizio della Federazione della Sinistra.

## Pubblicazioni
- Italia, divisa e diseguale, Editoriale Scientifica, Napoli (2019)
- Un decennio incostituzionale, Manifestolibri (2015)
- Il diritto di morire, Scriptaweb, Napoli (2011)[1]
- La Costituzione e la giustizia dei potenti, Scriptaweb, Napoli (2011)[1]
- L'Alba della Repubblica, Scriptaweb, Napoli (2008)
- Il tempo della Costituzione (Scriptaweb, Napoli, 1ª. 2ª e 3ª ed., risp. 2008, 2009, agg. 2010, 2011; 4ª e 5ª ed. Aracne, Roma, 2012 e 2014)[1]
- Nascita di una Costituzione, Scriptaweb, Napoli (2008)[1]
- (con Cesare Salvi) Il costo della democrazia. Eliminare sprechi, clientele e privilegi per riformare la politica, Mondadori (2005 e 2007)[1]
- Dialoghi con la mia città, Guida, Napoli (2001)
- Sciopero e solidarietà nella Costituzione italiana, Jovene, Napoli (1980)
- Interessi costituzionalmente protetti e giudizio sulle leggi. Logiche e politiche della corte costituzionale, Giuffrè, Milano (1974)